# Монгольські елементи у західному середньовічному мистецтві

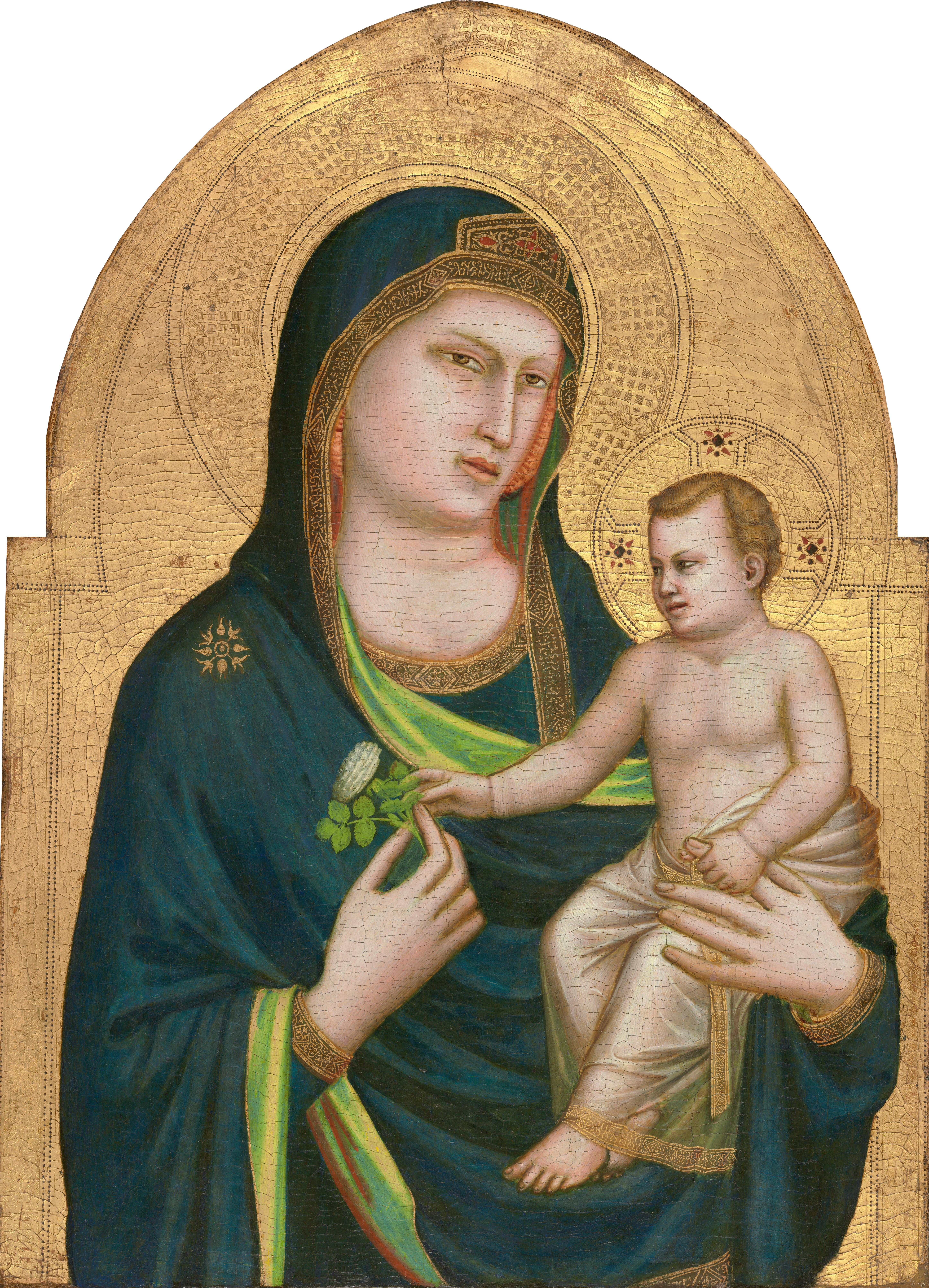
Стрічка на подолі на картині Джотто «Мадонна з немовлям» (1320—1330 рр.) є сумішшю арабського і монгольського шрифтів, характерною для Джотто

Монгольські елементи в західному середньовічному мистецтві можна побачити в європейських творах мистецтва з 13-го по 15-те століття. Вони охоплюють такі художні напрямки як живопис і текстильне виробництво та в основному полягають у використанні монгольського письма (шрифта) фагс-па в середньовічному європейському мистецтві, а також використанні тканини з «тартарським» орнаментом і монгольських солдатів у ряді європейських картин того часу.

## Монгольське письмо у середньовічному мистецтві

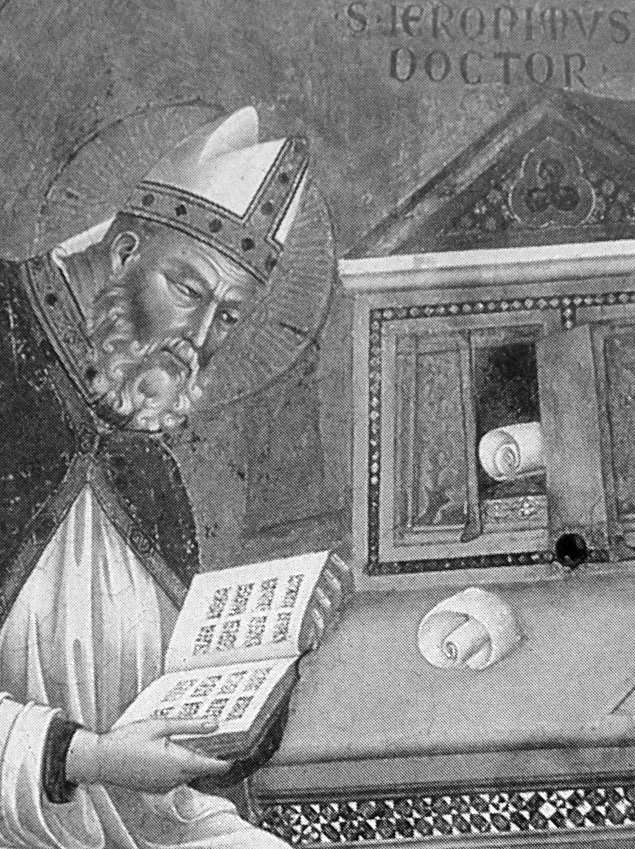
Святий Ієронім читає псевдо-монгольське письмо, що складається з імітації блоків літер фанг-па, написаних горизонтально, а не вертикально. 1296—1300 рр., Церква Св. Франциска Ассізького.

У період взаємодії між монголами і Заходом, з кінця 13 століття до початку 14-го століття, деякі італійські живописці включали монгольське письмо (зокрема, шрифт фанг-па) у релігійний живопис. Приклади можна побачити в розписі верхньої церкви Св. Франциска в Ассізі, або на картинах Джотто і пов'язаних художників.

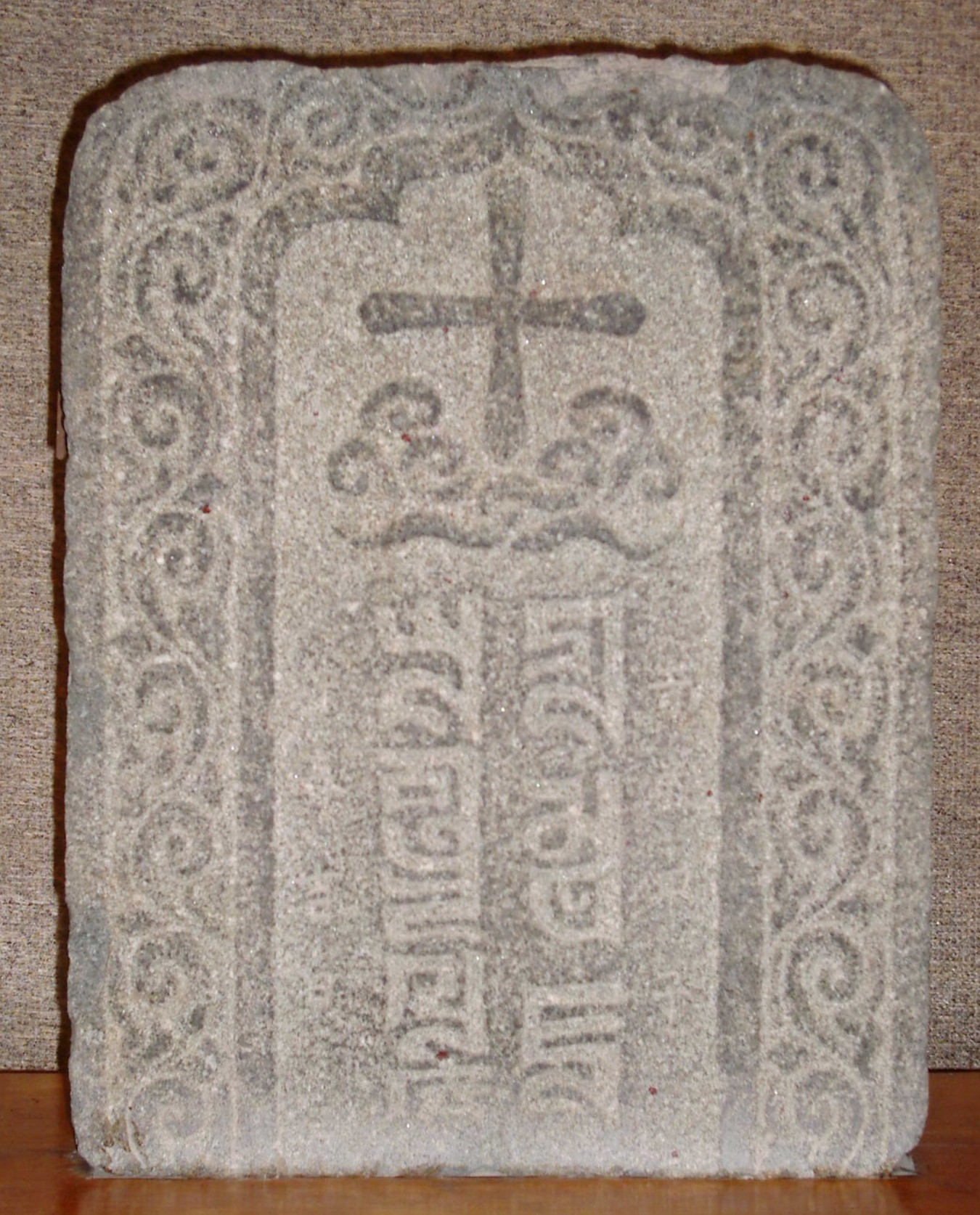
Християнський надгробок з Цюаньчжоу з написами монгольським шрифтом фанг-па, 1324 р.

Ці написи часто імітували монгольський шрифт фанг-па, ймовірно виявлений митцями через монгольські паперові гроші або пайцза (проїзні квитки), такі як ті, що отримав Марко Поло під час його подорожей. На фресках Святого Ієроніма, Августина і папи Григорія I в базиліці Сан-Франческо в Ассізі (1296—1300 рр.), вони вивчають книги, написані в псевдо-монгольським письмом. Знаменитий художник епохи Відродження Джотто і його учні часто поєднували арабський шрифт і шрифт фанг-па в своїх картинах. У картині Джотто «Розп'яття» (1304—1312/1313), солдати носять туніки з написом псевдо-монгольським шрифтом, у його ж картині «Мадонна з немовлям» (1320—1330), вбрання Діви Марії має поділ, прикрашений сумішшю арабського і монгольського шрифтів. Джотто також використав монгольське письмо у каплиці Скровеньї.
Крім впливу обміну між західним і монгольським світом у той період, точна причина включення монгольського письма у картини епохи Раннього Відродження невідома. Ймовірно, що західники вважали письмо 13-14 століття Близького Сходу (таке як монгольське і арабське) тим самим, що було письмом у часи Ісуса, і таким чином вважали природним при зображенні ранніх християн підкреслювати це ним. Частково це може бути частково, що деякі об'єкти ісламської епохи з написами вважалися християнськими реліквіями. Ще однією причиною може бути те, що художник хотів висловити культурну універсальність християнської віри, шляхом змішування разом різних письмових мов, в той час, коли церква мала сильні міжнародні амбіції. Або використання монгольських культурних маркерів було і способом висловити східні зв'язки європейських релігійних орденів, таких як орден францисканців.
Відома певна міра культурної і художньої взаємодії на сході завдяки розвитку християнства серед монголів. Використання монгольського письма в асоціації з репрезентацією християнства можна побачити, наприклад, у несторіанських християнських стелах, наприклад у Цюаньчжоу, які датуються 14 століттям.
Використання монгольського письма фанг-па у середньовічному європейському живописі залишалось непоміченим, доки воно не було вперше ідентифіковано в 1980-х роках японським вченим Хідемічі Танака. Результати його досліджень були опубліковані у праці 1983 року «Монгольське письмо живопису Джотто в капелі Скровеньї в Падуї». Аналогічно, аде частіше, використовувалось і куфічне арабське письмо, відоме як «псевдо-куфічне письмо».

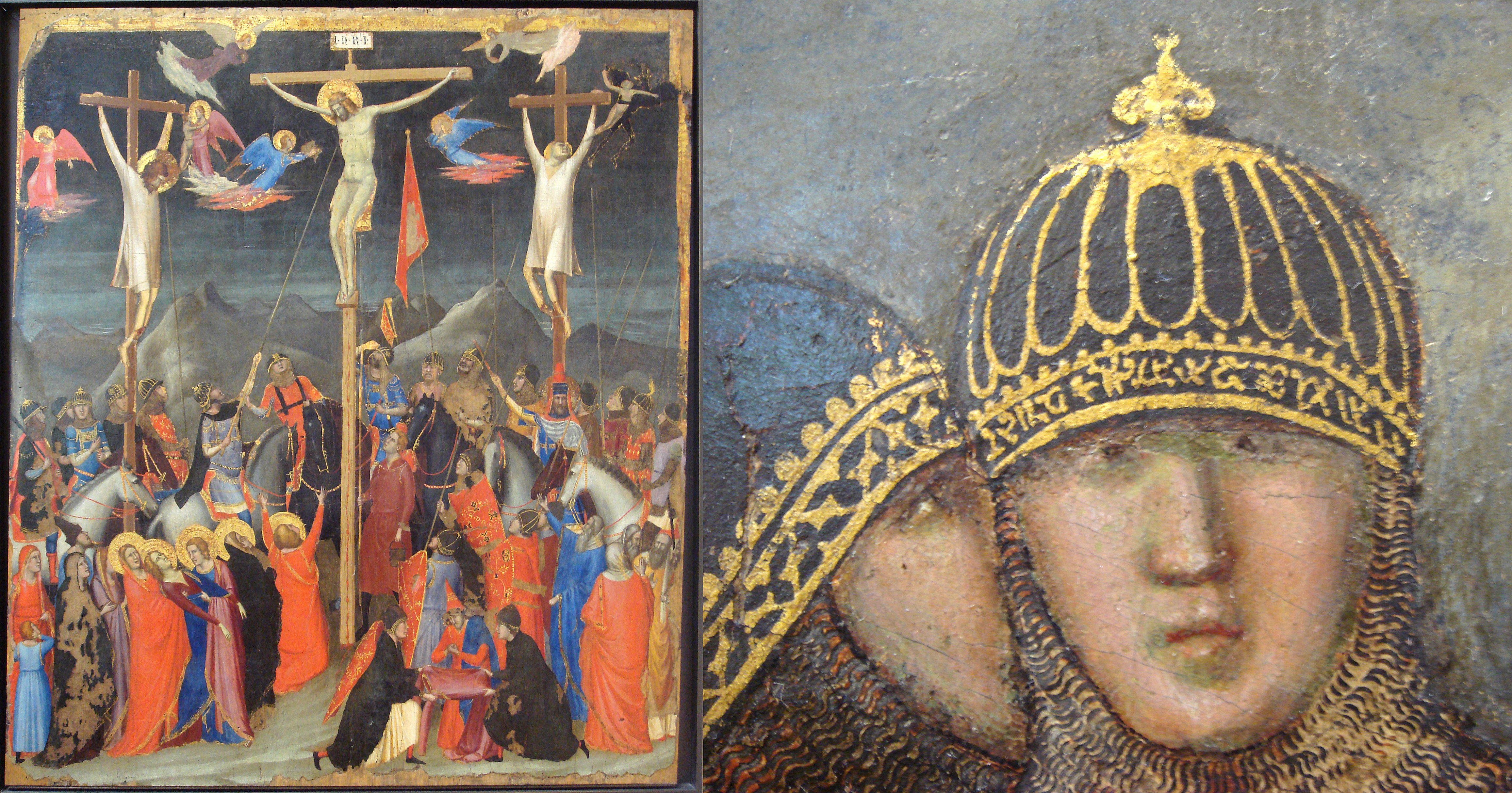
"Розп'яття" Джотто, де на солдаті пов'язка з псевдо-монгольським письмомt, бл. 1330р.
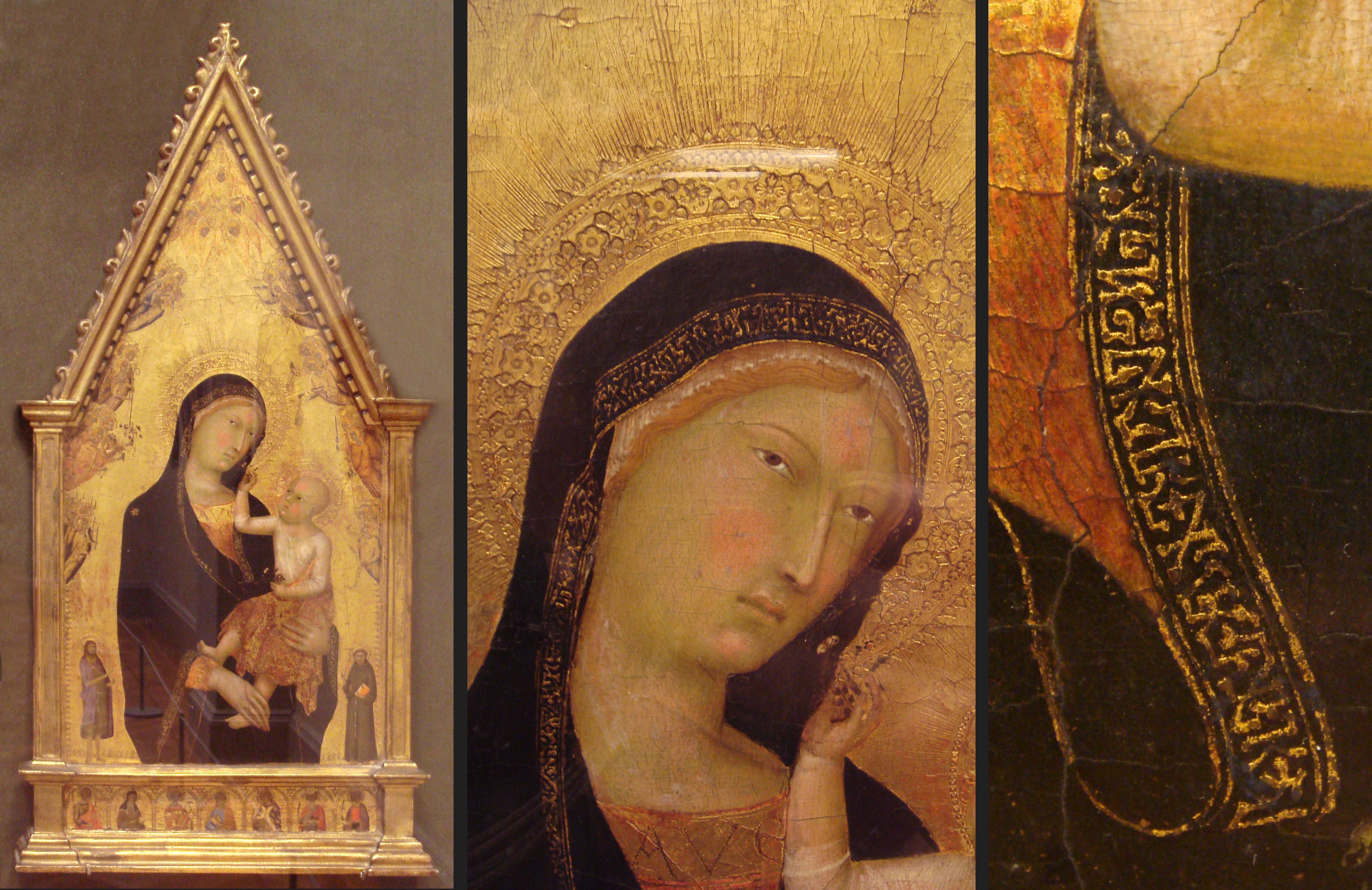
"Мадонна з немовлям зі святими та ангелами", Філіппо ді Меммо, Сієна, бл. 1350р.
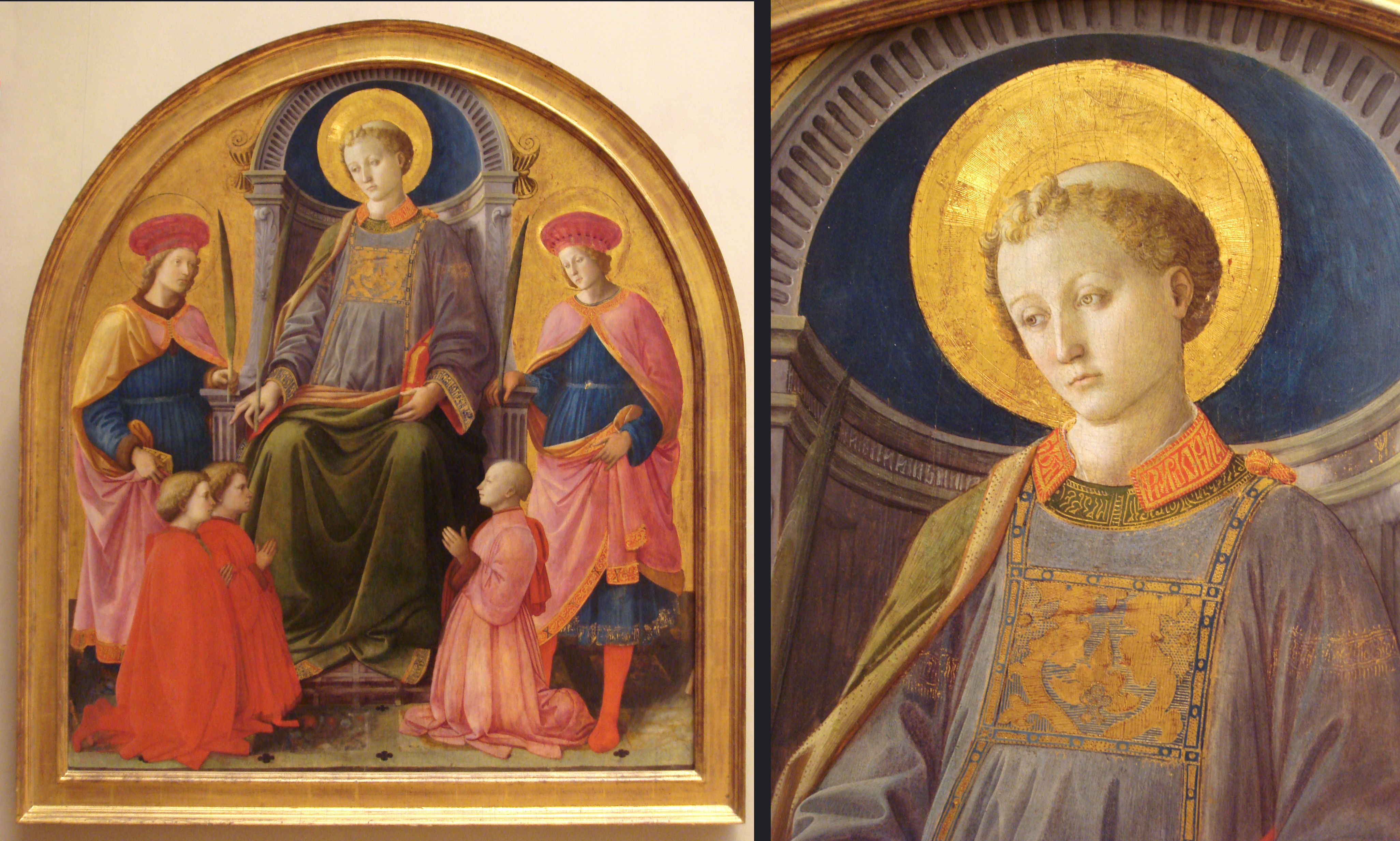
"Святий Лаврентій" роботи Філіппо Ліппі, бл. 1440р.

## «Тартарський» текстиль Монгольської імперії в середньовічному мистецтві

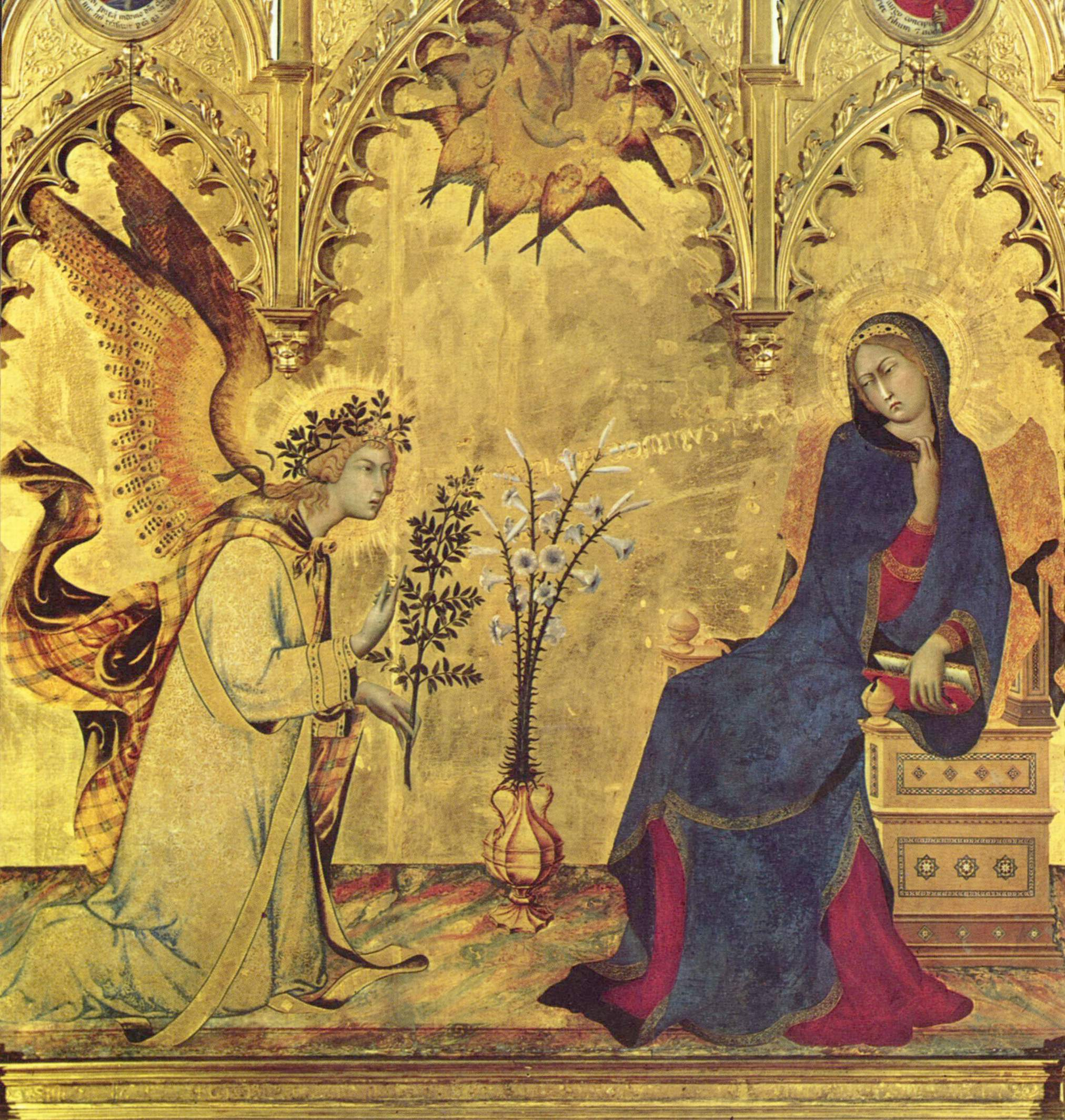
Одяг з дрібним орнаментом у тартарському стилі на Архангелі Гавриїлі на картині «Благовіщення» роботи Сімоне Мартіні (1333).

Близько 1300 року, текстиль Монгольської імперії знайшов свій шлях в Італію і став досить впливовими в італійському мистецтві. Ці текстилі навіть здійснили революцію в орнаментах італійського текстилю. Між 1265 і 1308 роками, зв'язки між правителями Заходу і Держави Хулагуїдів мали наслідком численні обміни людьми і подарунками, як наприклад, коли близько 100 монголів у монгольському вбранні, приїхали до Риму на папський ювілей папи Боніфація VIII в 1300 році. Великі кількості panni tartarici (тартарської тканини) були зафіксовані в папській інвентаризації 1295 року; вони ймовірно були дипломатичними подарунками Держави Хулагуїдів. Пізніше західні купці також могли купувати такий текстиль з Тебриза і монгольської столиці Сольтаніє, заснованої Ольджайту між 1305 і 1313 роками, і до захоплення порту Кілкійської Вірменії Аяс Мамлюками в 1347 році. Тартарське полотно було результатом міжкультурного обміну під владою монголів.

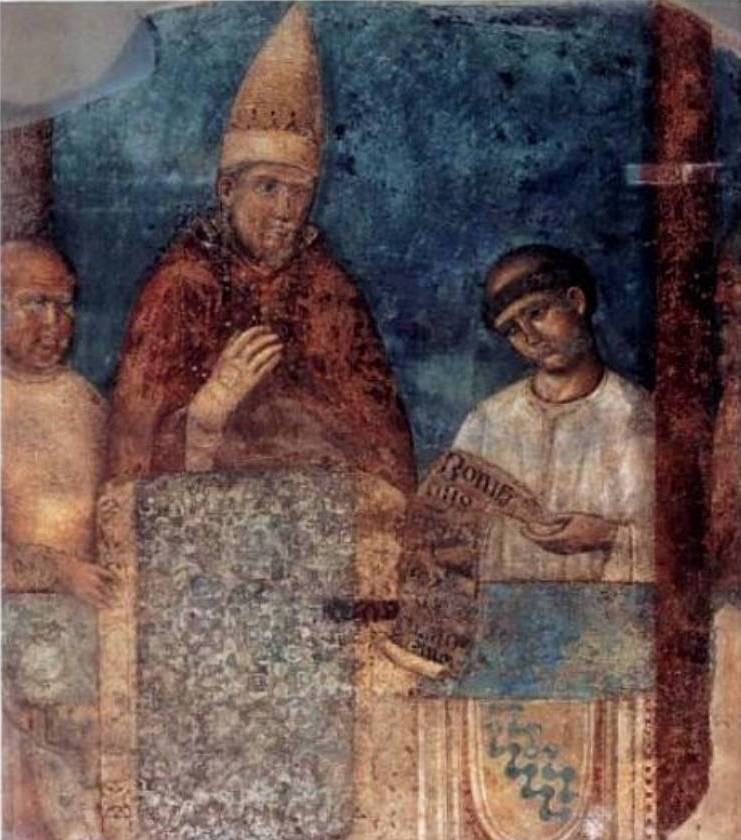
Папа Боніфацій VIII в 1300 ювілейному році з «тартарською тканиною» перед ним, з «ритмічним китайсько-монгольським візерунком».

Текстиль Монгольської імперії  мав сильний вплив на італійський текстильний дизайн десь з 1330 року. Тип «татарської» тканини, прийнятий Заходом, мав дрібні орнаменти у щільному розташуванні. Такого роду текстиль представлений в одязі архангела Гавриїла в «Благовіщенні» роботи Сімоне Мартіні (1333 р.).
Інші орнаменти включали природні композиції з квітів та лози з фантастичними тваринами. Такий текстиль зображений у завісі заднього плану на картині Джотто «Коронація Діви Марії» (близько 1330 р.), найраннішому такому зображенні тартарської тканини. Китайський типи квіткових орнаментів були також прийняті, як видно у хламидах Христа і Діви у картині «Коронація Діви Марії»  роботи Паоло Венеціано (близько 1350 р.).
Відбувалось і запозичення китайських текстильних орнаментів з монгольської династії Юань: текстиль з Ірану і Іраку в 14 столітті включив китайські орнаменти з феніксом з шовку і золотих ниток до своїх, а італійські ткачі повністю запозичили такі орнаменти з другої половини 14 століття (включно з феніксом). Ці орнаменти мають китайське походження, але потрапили в Європу через монгольський світ.

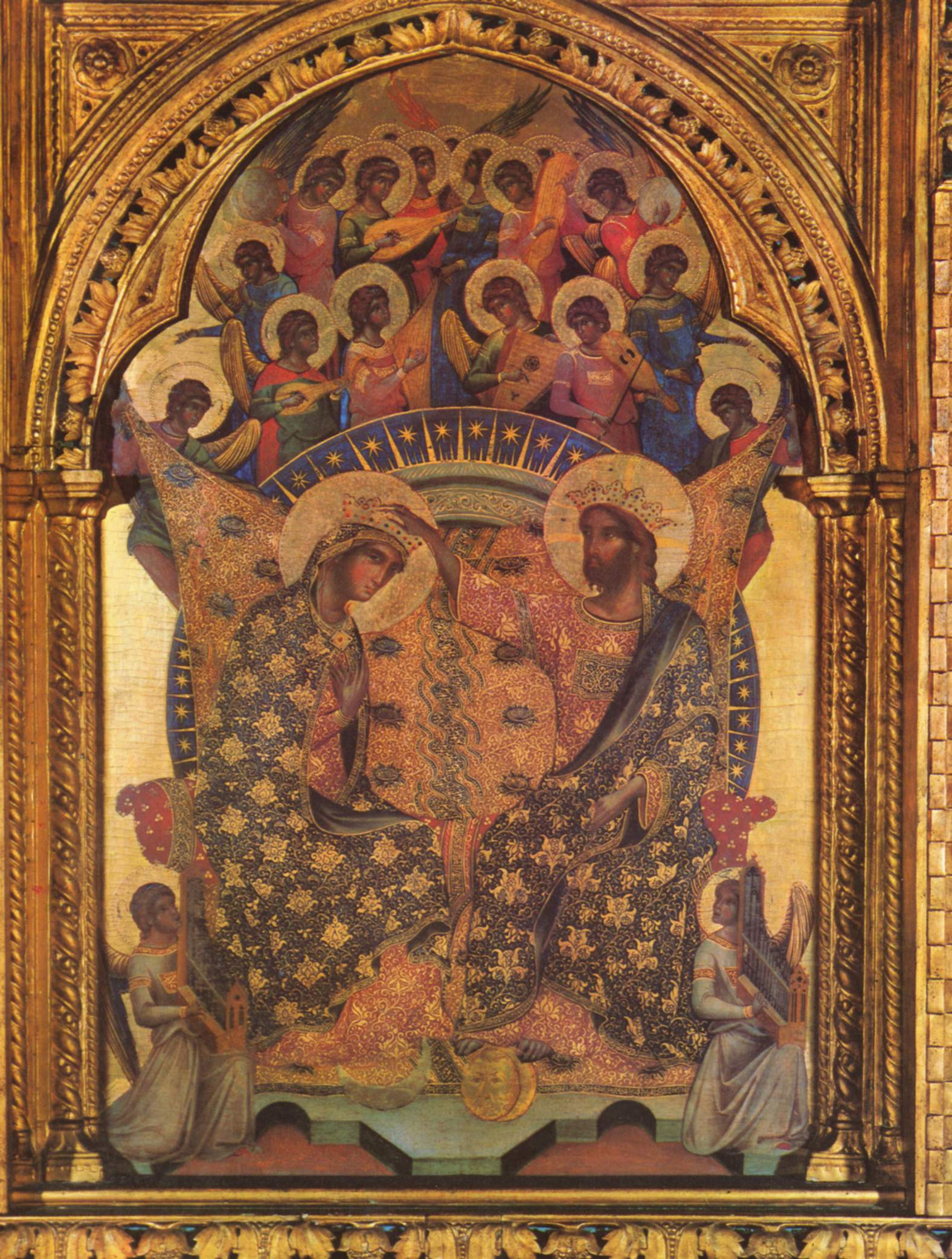
Квіткові орнаменти в китайському стилі на хламидах Христа і Діви Марії, "Коронація Діви Марії" роботи Паоло Венеціано (бл. 1350 р.)
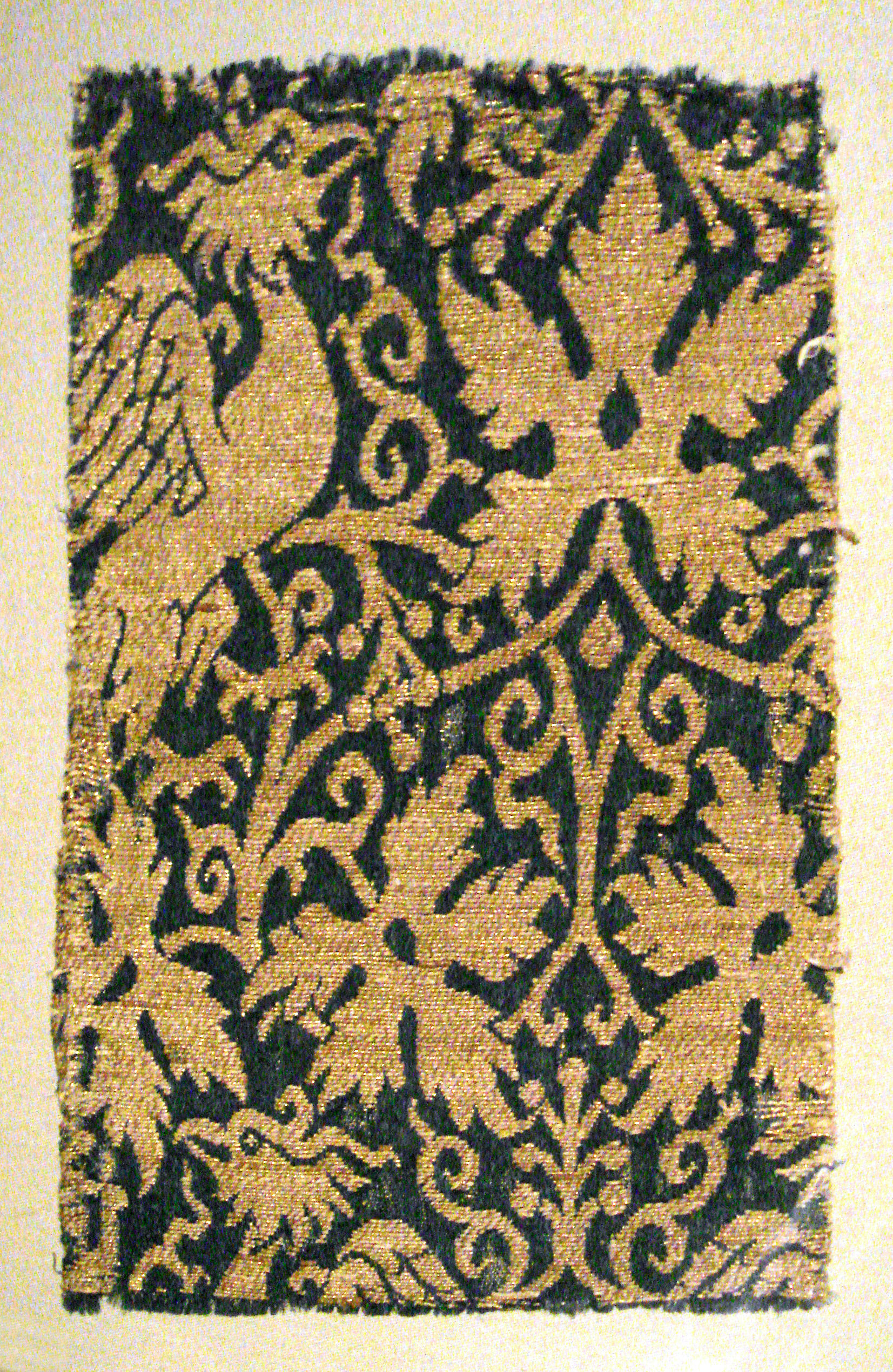
Лампас з феніксом, шовк і золото, Іран чи Ірак, 14 століття.
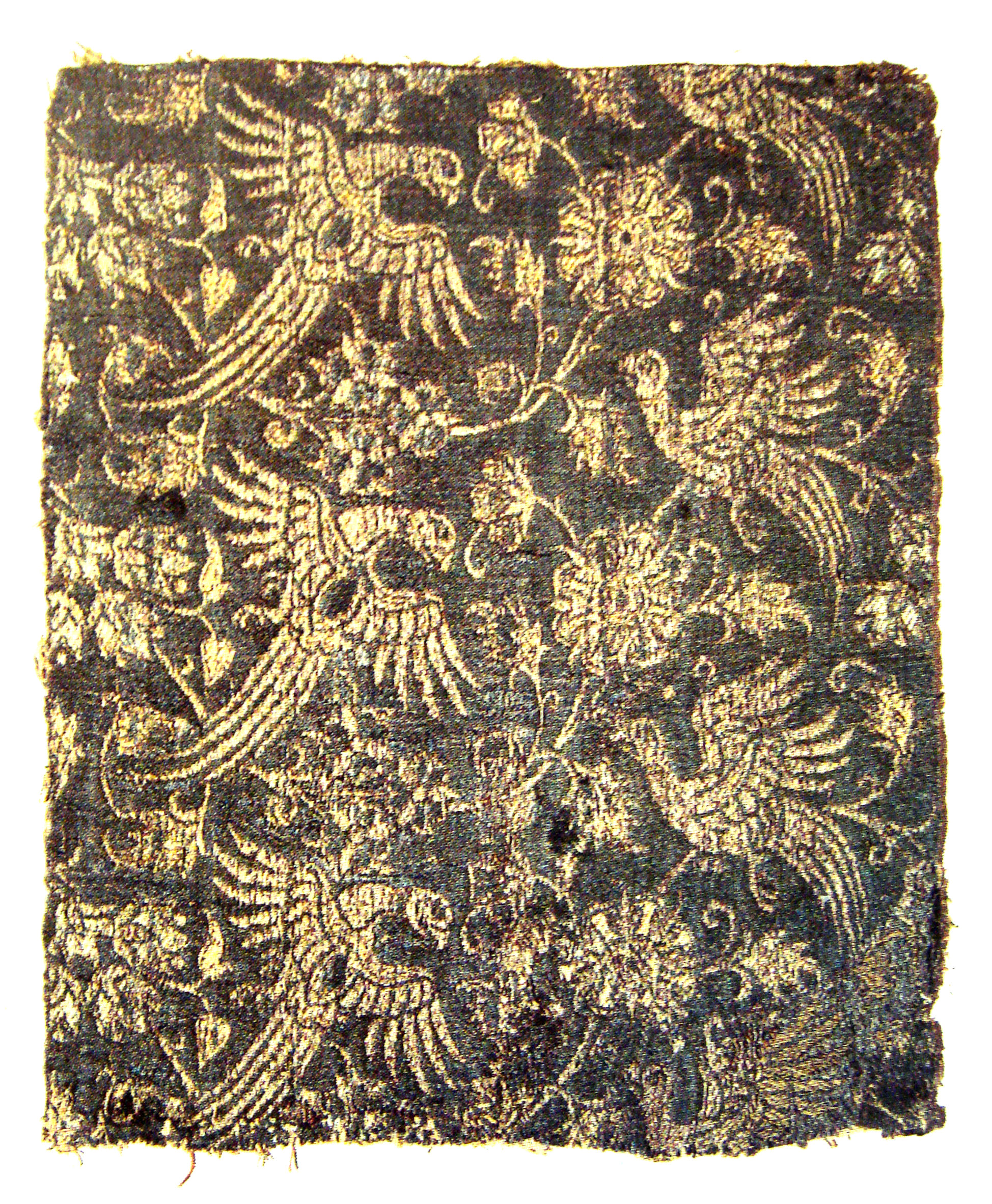
Тканина для лампасу, шовк і золото, Італія, друга половина 14 століття.

## Монголи в європейському живописі

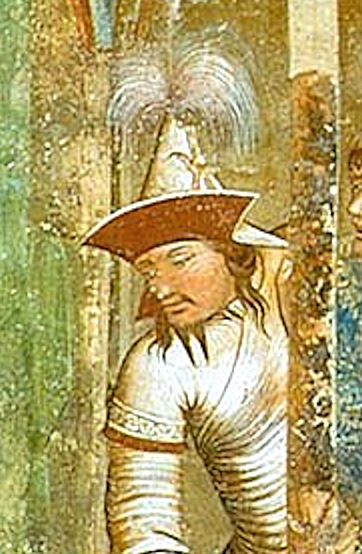
Монгольський полководець тисяч вояк, у роботі Амброджо Лоренцетті «'Мучеництво францисканців», 1330 р.

Монголи присутні у різних європейських картинах 13-14 століття. Це дозволяє припустити, що італійські митці були в прямому контакті з людьми з Тартарії.

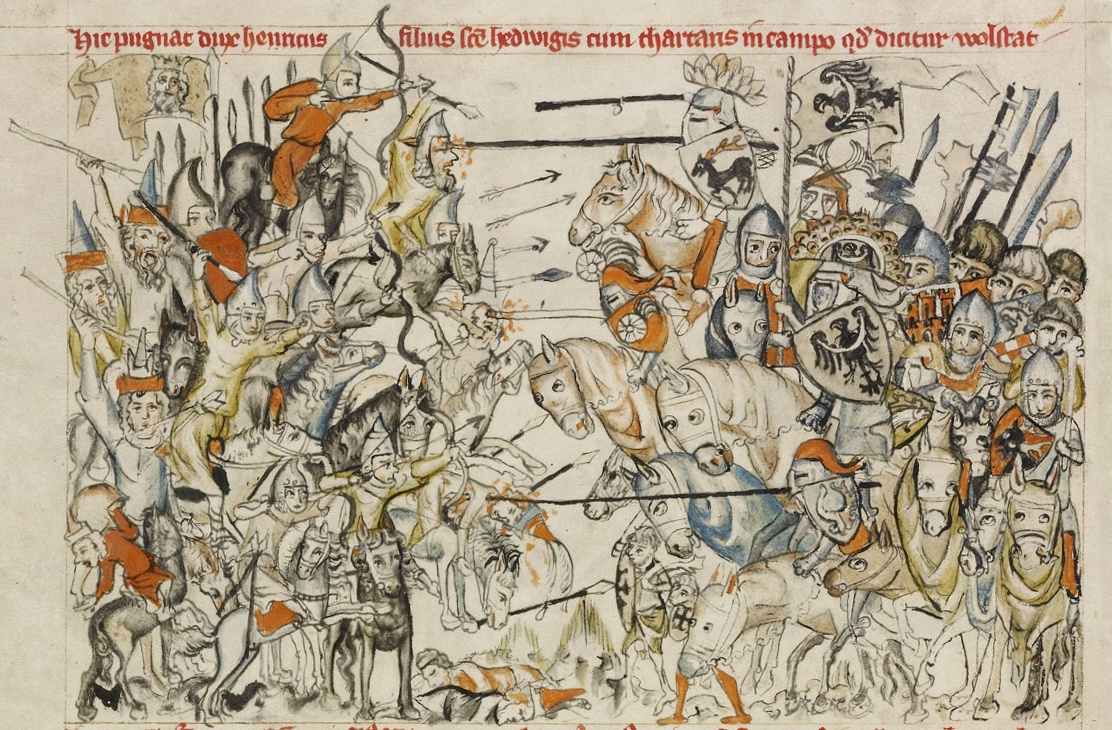
Битва при Легниці, 1241 р., між монголами (ліворуч) і європейськими лицарями (праворуч). 14-те століття.

Вже в 1253 році, в ході первісної зустрічі монголів з Заходом після монгольської навали Європи, Матвій Паризький зображував монгольських солдатів з їх характерним конічним капелюхом, як людожерів у своїй «Chronica Majora».
Пізніше монголи зображувались значно менш карикатурно. Подорож Марко Поло до Монгольської Імперії породила детальний опис монгольського правителя Хубілая і його двору.
Монголи в той час деколи включались до праць європейських художників, особливо для ілюстрації подій в Азії або на Святій Землі. Серед інших робіт, монгольські вершники з'являються на картині «Розп'яття Святого Петра» Джотто (близько 1299 року), напевно, після візиту монгольських гостей зі Сходу, таких як монгольська делегація, яка відомо, брала участь в папському ювілеї 1300 року у Римі.
Монгольські лучники також показані стріляючими у Святого Севастіана на картині «Мучеництво Святого Севастіана» Джованні дель Бйондо (близько 1370 року), а монгольські командири у формі з'являються на картині Амброджо Лоренцетті «Мучеництво францисканців» (1285—1348 роки) з їх характерними конічними капелюхами, прикрашеними пером.

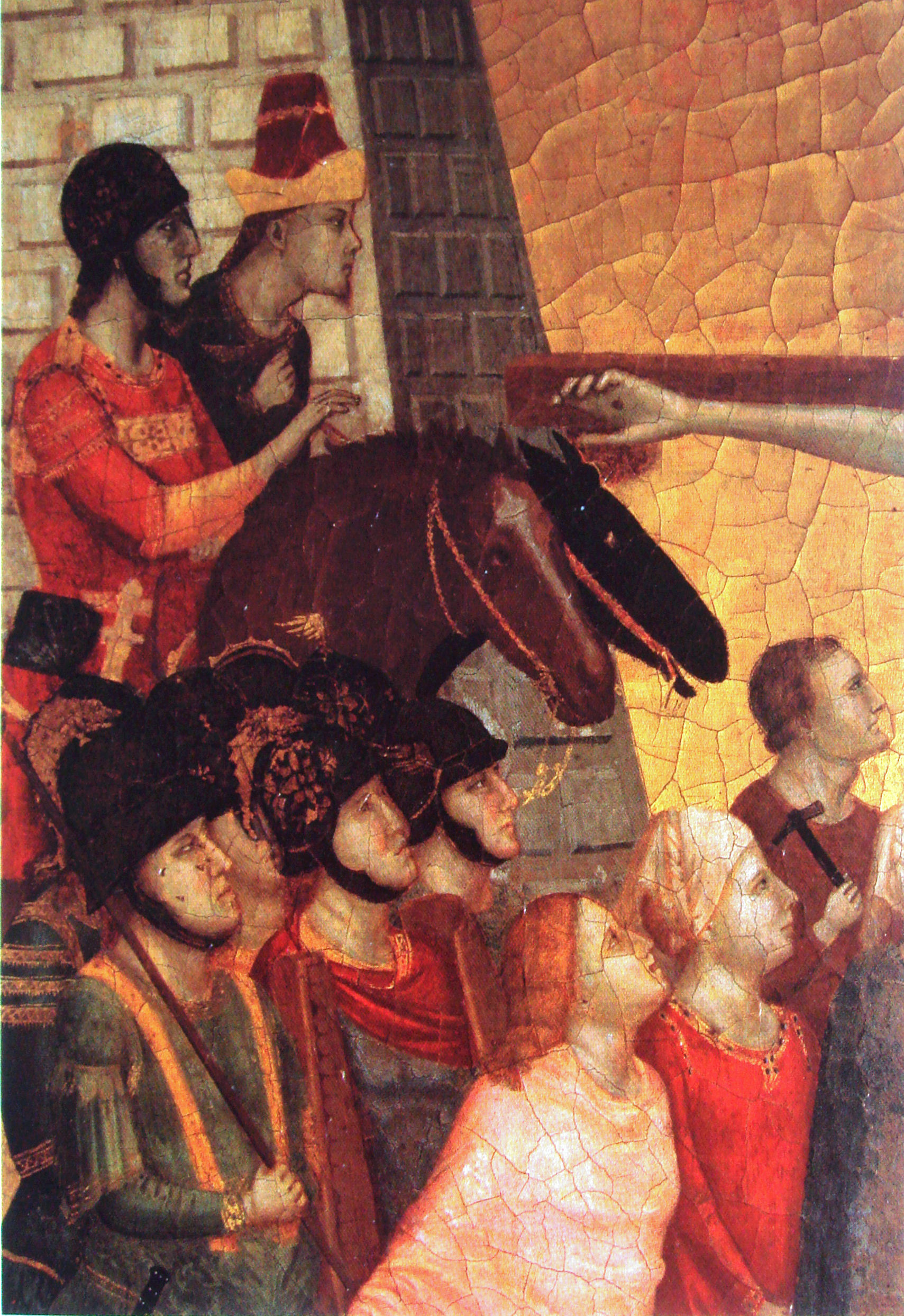
Монгольський вершник на картині "Розп'яття Святого Петра", Джотто, близько 1299.
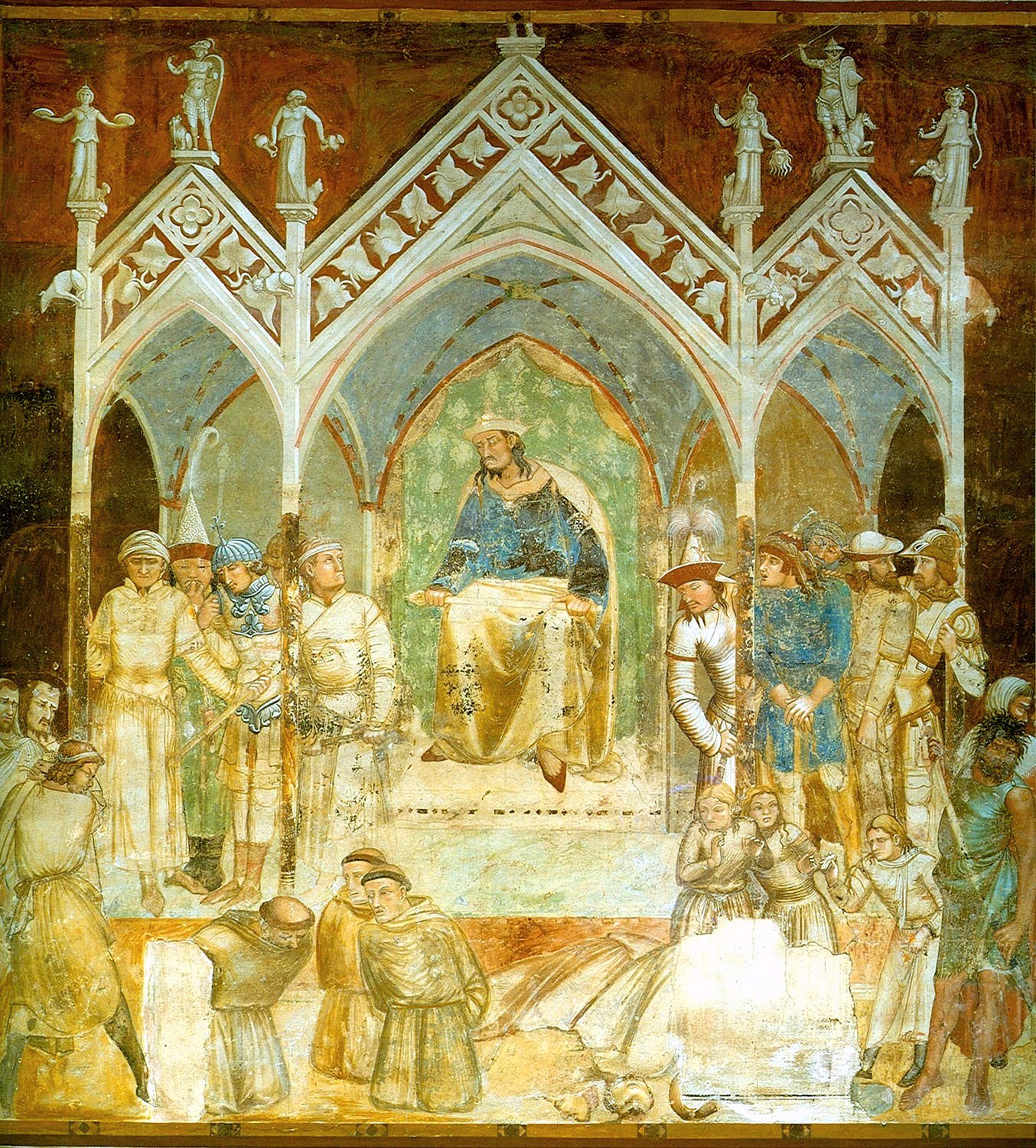
"Мучеництво францисканців" Амброджо Лоренцетті (1285-1348), де зображені монгольські командири (у конусоподібному капелюсі з пером)
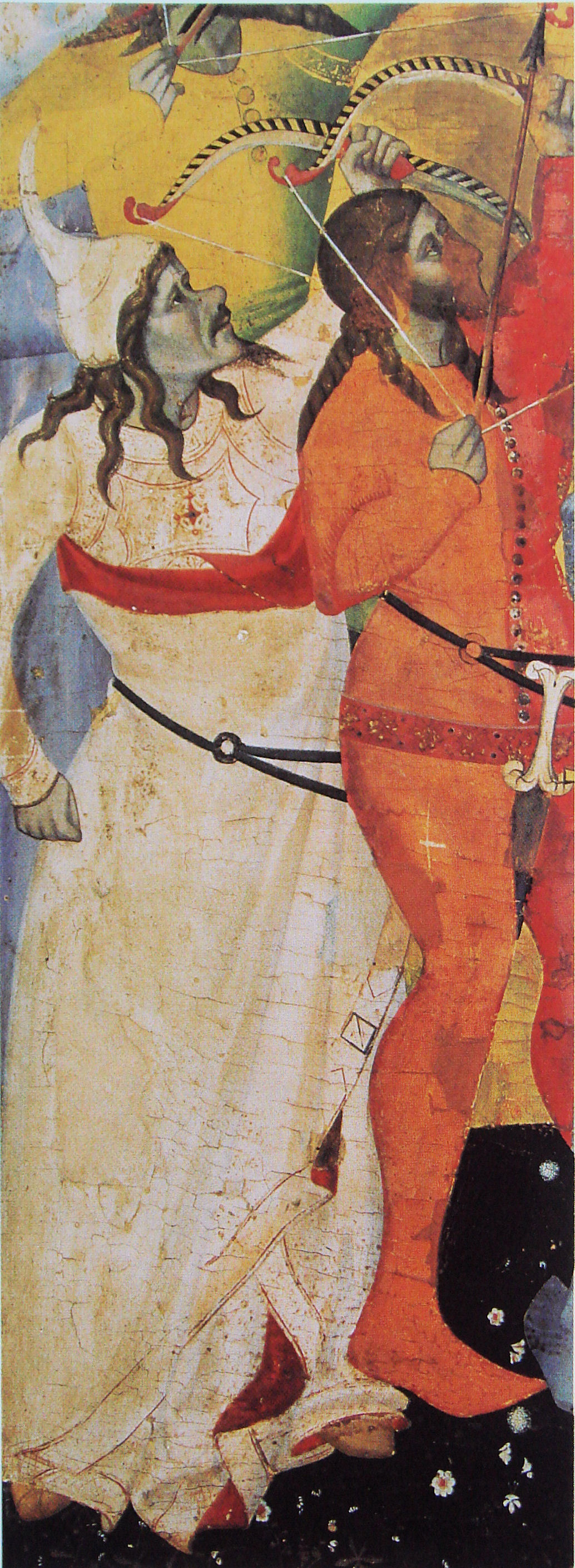
Монгольський лучник, що стріляє в Святого Севастіана на картині «Мучеництво Святого Севастіана» Джованні дель Бйондо, близько 1370р.
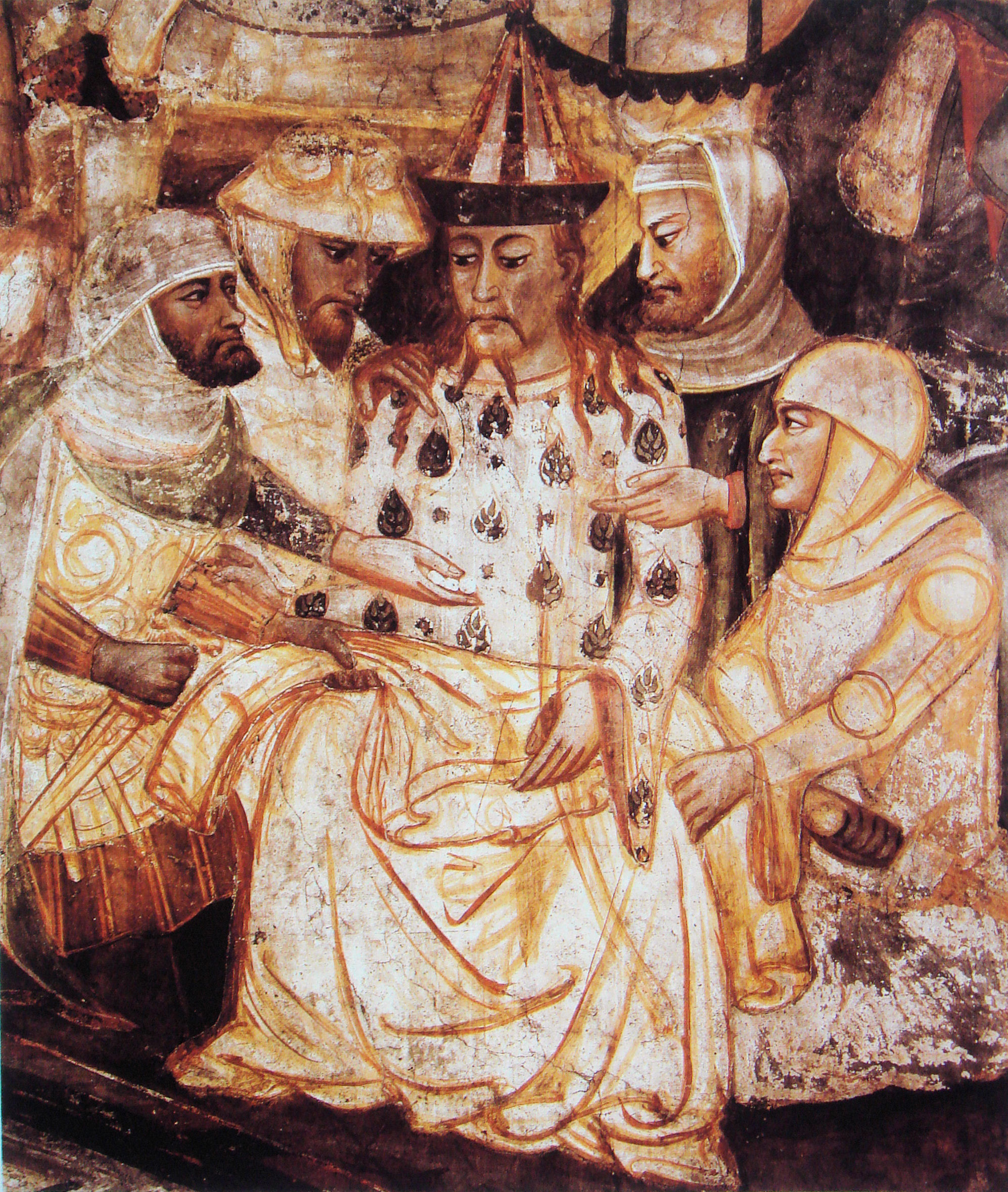
Торг за хламиду Христа у картині "Розп'яття", Майстер Треченто, близько 1350 р.